# Boguslav Kurlóvich
Boguslav Stanislávovich Kurlóvich (translitera del idioma ruso cirílico:  Богуслав Станиславович Курлович) (n. 18 de enero de 1948 - ) es un botánico bielorruso-ruso-finés, doctor en ciencias biológicas, profesor. Es especialista en recursos fitogenéticos, mejoramiento botánico, y de peces, seguidor de N.I. Vavilov. Autor de más de 200 artículos científicos.
Ha participado en quince misiones de recolección de plantas, explorando diferentes regiones de la antigua Unión Soviética (Siberia, Lejano Oriente, Kazajistán, el Cáucaso, Asia Central, Ucrania) y muchos otros países (Brasil, Perú, Argentina, Ecuador, Argelia, Portugal, Alemania, Polonia, Finlandia) y ha recogido una gran diversidad de plantas leguminosas y sus parientes silvestres, que son efectivamente utilizados en la cría de plantas en Finlandia, Polonia, Bielorrusia, Rusia y en muchos otros países.

## Obra
- b.s. Kurlovich 1989. Byull. Vses. Ord. Lenina Inst. Rast. N.I. Vavilova 193: 24

- Kurlovich, B.S.. 1995. Генофонд и селекция зерновых бобовых культур (люпин, вика, соя, фасоль), 440 pр. ВИР, (Серия - Теоретические основы селекции, том 3)

- Kurlovich, B.S. & Stankevich, A.K. 1990. Interspecific diversity of three annual lupine species (Lupinus L.), pp. 19 –34 in: Bull. Appl. Bot. Gen. Pl.-Breed., vol. 135. Initial material, genetics, systematics and breeding of grain Legume crops. Leninglad, VIR

- Kurlovich, B.S. (ed.)  Lupins: Geography, classification, genetic resources and breeding, St. Petersburg, Publishing house «Intan», 2002, ISBN 5-86741-034-X; 468 pp.'En línea

- La abreviatura «Kurl.» se emplea para indicar a Boguslav Kurlóvich como autoridad en la descripción y clasificación científica de los vegetales.[3]